# Quốc kỳ Luxembourg

Quốc kỳ Luxembourg

Quốc kỳ Luxembourg (tiếng Luxembourg: Fändel vu Lëtzebuerg) có ba vạch ngang, theo thứ tự: trên cùng là đỏ, ở giữa là trắng, và dưới cùng xanh da trời, và có thể ở tỉ lệ 1: 2 hoặc 3: 5. Nó được sử dụng lần đầu tiên từ năm 1845 đến năm 1848 và chính thức được thông qua vào ngày 23 tháng 6 năm 1972.
Luxembourg không có lá cờ cho đến năm 1830, khi những người yêu nước yêu cầu phải trưng bày màu sắc quốc gia. Cờ được định nghĩa là màu đỏ, trắng và xanh dương vào năm 1848, nhưng nó không được chính thức áp dụng cho đến năm 1972. Cờ ba lá gần như giống với Hà Lan, ngoại trừ nó dài hơn và dải màu xanh là Bóng nhẹ hơn. Màu đỏ, trắng và xanh dương bắt nguồn từ huy hiệu của Hạ viện.

## Lịch sử
Các màu quốc ký Luxembourg lần đầu tiên được thông qua vào khoảng năm 1830 trong cuộc Cách mạng Bỉ. Có lẽ chúng bắt nguồn từ các đếm, các dukes và sau đó là các hoàng hậu của cánh tay của Luxembourg, lần lượt nó được bắt nguồn từ sự kết hợp của Lâu đài của Sư tử Limbourg và biểu ngữ có sọc của ban đầu của Luxembourg. Thiết kế ngang ba màu đã được ấn định vào ngày 12 tháng 6 năm 1845.
Phải mất đến 23 tháng 6 năm 1972 trước khi luật được thông qua quy định về quốc kỳ Luxembourg. Luật cũng quy định cờ và vây cho tàu bay và tàu đăng ký tại Luxembourg.
Một điều quan trọng được làm rõ bởi luật này là màu xanh được định nghĩa là màu xanh rất sáng, trái với cờ của Hà Lan (chính xác là cùng kiểu dáng, nhưng cờ của Hà Lan sử dụng màu xanh đậm và hình dạng ít hình thành).
Pháo đài báo hiệu cho lá cờ này là màu cam và màu xanh, per fess Gules and Azure, a fess Argent.sao không có ý nghĩa gì của lá cờ này